# سعد حداد
سعد حداد (1936 في بلدة مرجعيون - 14 يناير 1984)، ضابط لبناني كان رائدا في الجيش اللبناني لما تولى مسؤولية وحدة عسكرية تضم 400 جندي غالبيتهم من المسيحيين الموارنة في بلدة القليعة على الحدود اللبنانية الجنوبية. تحالف مع إسرائيل وتلقى الأسلحة والدعم السياسي منها ضد قوات الحكومة اللبنانية وحزب الله والجيش السوري، وساعده الموساد في إنشاء مليشيا جيش لبنان الجنوبي لمناهضة الوجود الفلسطيني الذي كان مهددًا قويا لأمن الدولة العبرية. تمرد على الشرعية اللبنانية وأعلن في 19 أبريل 1979 عن قيام دولة لبنان الحر تحت السيطرة الكاملة لإسرائيل. كان لعناصره دور بارز في مجزرة صبرا وشاتيلا التي تعرض لها اللاجئون الفلسطينيون سنة 1982م.
ولد حداد لعائلة لبنانية مسيحية تتبع لطائفة الروم الملكيين الكاثوليك في بلدة مرجعيون قضاء محافظة النبطية, كان والده مزارعاً وهو واحد من ستة أطفال. درس في مدرسة الضباط في الجيش اللبناني.  وثم أُرسل لاحقا للخدمة في جُيوش فرنسا والولايات المتحدة فتعلم الإنجليزية والفرنسية على مستوى عالٍ وتلقى جزءاً من تدريبه في "Fort Benning" في الولايات المتحدة. خدم حداد في مناصب مختلفة، وأبدى اهتماماً عميقاً بالتاريخ والسياسة، وكان يميل إلى الحزب القومي الليبرالي الذي كان يتزعمه الرئيس الأسبق كميل شمعون الذي كانت تربطه به علاقات جيدة، وكان حداد يقول: "أنا لست عربياً بل لبنانياً من أصل فينيقي". كان يعيش في بلدة مرجعيون، باستثناء فترات قصيرة قضاها في العاصمة بيروت, وعاش مع  زوجته تيريز فيها، وهي مُدرسة من شمال لبنان وأم لبناتهم. ابنتهم، أرزة حداد، وُلدت في أوائل الثمانينات. وبعد إكمالها للثانوية، هاجرت إلى إسرائيل وحصلت في عام 2012 على درجة الماجستير في الهندسة الجوية من جامعة التخنيون.
كان الهدف الرئيسي لسعد حداد من تأسيسه لجيش لبنان الجنوبي وحسب قناعته وتعبيره هو" منع الامتداد الفلسطيني من ابتلاع أرض جنوب لبنان، وتحويلها إلى وطن بديل". ويعتبر جيش لبنان الجنوبي ممثلا لإسرائيل في جنوب لبنان المحتل في "المنطقة الأمنية" التي أنشئت بعد غزو عام 1982.
استنادًاً إلى لقائه مع الضابط واللِواء الرُكُن أنطوان لحد فإنه وفي أثناء الحرب الأهلية اللبنانية وبالتدقيق في 16 أكتوبر 1976 قام جيش لبنان العربي وعدد من الفصائل الفلسطينية بقطع الكهرباء والمياه والتموين عن منطقتي القليعة ومَرْجعيون وبنت جْبيل ورْميش التي كانت تحت سيطرة الجيش اللبناني المؤلف من أغلبية مسيحية فقام أهالي المنطقة المحاصرة بالتنسيق مع إسرائيل لتزويدهم بالتمويل اللازم، وبعض الأسلحة والذخائر الضرورية ومن خلال قنوات الإتصال شَّكل سعد حداد دولة لبنان الحر وقام رئيس الوزراء اللبناني سليم الحُص بفصله من الجيش، تم وصف الرائد حداد بالخائن والإنعزالي وقام الحص بأمر شفهي بإيقاف دفع الرواتب إلى مجموعة سعد حداد.
إِستناداً إلى مقال نشر في صحيفة السفير في 21 سبتمبر 1982 فإن سعد حداد قد يكون من المتورطين في أحداث مذبحة صبرا وشاتيلا بالإضافة إلى المتهمين الرئيسيين: الجيش الإسرائيلي والقوات اللبنانية وحزب الكتائب اللبنانية حيث نقلت وكالة الصحافة الفرنسية آنذاك عن سكان خلدة قولهم انهم "شاهدوا مساء الخميس وبعد ظهر يوم الجمعة قوات سعد حداد تمُر في قوافل في إِتجاه بيروت". وذكر بعض الناجين من المجزرة بأن بعض المُهاجمين كانوا من قُوات الرائِد سعد حداد.
توفي في 14 يناير 1984 بعد صراع طويل مع مرض السرطان، عن عمر يناهز 47 عامًا. ووصف رئيس الوزراء الإسرائيلي إسحاق شامير الحداد بأنه "وطني لبناني عظيم وصديق مخلص و حليف لإسرائيل". ووصف وزير الدفاع الإسرائيلي موشيه أرينز حداد بأنه قائد عسكري لبناني استثنائي، وخلفه في قيادة جيش لبنان الجنوبي المتعامل مع إسرائيل الضابط أنطوان لحد.
في عام 1985، تم وضع تمثال في بلدة مرجعيون تخليدًا لذكراه، تم إنشاء التمثال بواسطة النحات مردخاي كفري. بعد انسحاب إسرائيل من لبنان، تمت إزالة التمثال في نهاية مايو 2000 على يد مقاتلي حزب الله الذين سيطروا على القرية.